# Kovačić (plemstvo)
Kovačić je hrvatska plemićka obitelj iz Bačke. Starinom su iz Dalmacije.  Prvi poznati predstavnik ove obitelji je Gašpar Kovačić. Obnovu plemstva dobio je 1604. godine.
Time hrvatska obitelj Kovačić u Bačkoj spada u prvu skupinu hrvatskog plemstva u Bačkoj. To su obitelji koje su plemstvo zadobile od 1446. do 1688. godine. Među njima su obitelji: Knezi, Ivanković, Prćić, Adamović, Radić, Mandić, Kovačić, Martinković, Šoštarić, Tomašić.